# Pinocchio (Pooh)
Pinocchio è un album dei Pooh uscito nel novembre 2002 e registrato come anteprima del musical Pinocchio che avrebbe debuttato l'anno successivo.
Nel disco sono incluse 11 canzoni delle 24 del fortunato musical prodotto dalla Compagnia della Rancia di Saverio Marconi, arrangiate in maniera diversa rispetto alla versione poi andata in rappresentazione.
Concepito come "concept-Album" ispirato all'omonimo romanzo di Carlo Collodi, questo disco è un ibrido fra le proposte tipiche della musica del gruppo e il tentativo di rendere le atmosfere del musical; ne nascono così brani dal sapore più "tradizionale" o "canzonettaro" (parole di Red Canzian), che possono avere una loro vita anche al di fuori della sfera del musical.
Il brano che anticipa l'uscita del disco è Il paese dei balocchi, pubblicato in versione singolo, con l'aggiunta della base strumentale, in radio per la promozione pubblicitaria.
L'unico brano dell'album che i Pooh decidono di riproporre anche in concerto sarà Figli, canzone scritta dalla consueta coppia Facchinetti-Negrini, già proposta dal gruppo, come assaggio dell'album, nella precedente raccolta del 2001, anche se con un arrangiamento diverso.
Si tratta di un album registrato in "work in progress", come hanno specificato più volte i Pooh, con le musiche già pronte e i testi elaborati successivamente, con arrangiamenti e tempi adattati anche alle esigenze del musical.

## Tracce
1. C'era una volta (Facchinetti-Negrini) - 4'01" - Voce principale: Roby
2. Gatto & Volpe S.p.A. (Canzian-D'Orazio) - 4'14"  - Voci principali: Stefano, Red
3. La mia notte dei miracoli (Canzian-Negrini) - 4'00" - Voce principale: Red
4. Figli (Facchinetti-Negrini) - 4'55" - Voce principale: Roby
5. Vita (Battaglia-D'Orazio) - 4'02" - Voce principale: Dodi
6. Che tempi bui (Battaglia-D'Orazio) - 4'03" - Voci principali: Dodi, Stefano
7. Giuro (Facchinetti-Negrini) - 4'32" - Voce principale: Roby
8. Il paese dei balocchi (Facchinetti-D'Orazio) - 4'15" - Voce principale: Roby
9. Voglio andare via (Canzian-D'Orazio) - 4'27" - Voce principale: Red
10. Un vero amico (Battaglia-D'Orazio) - 4'07" - Voce principale: Dodi
11. Galleggiando (Facchinetti-Negrini) - 4'11" - Voce principale: Stefano
12. C'era una volta (Reprise) (Facchinetti) - 1'43"

## I singoli tratti dall'album
- Il paese dei balocchi\Voglio andare via\Un vero amico

## Formazione
- Roby Facchinetti, voce, pianoforte, tastiere
- Dodi Battaglia, voce, chitarre
- Stefano D'Orazio, voce, batteria, flauto traverso, percussioni
- Red Canzian, voce, basso, contrabbasso, violoncello